# Ladislav Kubeš sr.
Ladislav Kubeš sr. (soms ook: Ladislaus) (Borkovice, 23 februari 1924 – Žíšov, 28 augustus 1998) was een Tsjechische componist, dirigent, arrangeur en trombonist. Hij was een zoon (een van een tweeling) van de kapelmeester en bugelist Matěj Kubeš. Verder waren zijn tweelingbroer Stanislav en zijn broers Karel en Joseph allemaal muzikanten. Ook zijn zoon Ladislav Kubeš jr. is componist, dirigent en muziekuitgever.

## Levensloop
Kubeš kreeg zijn eerste muziekles van zijn vader, die hem ook voor het bespelen van zowel bariton, trombone als tuba opleidde. Later studeerde hij muziek met het hoofdvak trombone aan het Státní konservatori hudby v Praze in Praag. Hij was gedurende zijn militaire dienst trombonist in de Militaire muziekkapel in het garnizoen Jindřichův Hradec onder leiding van Ferdinand Škrobák. In deze periode begon hij ook te componeren, zo is daar zijn Jihočeská polka (Zuidboheemse polka) ontstaan. Vervolgens werkte hij in verschillende orkesten als trombonist, zoals in het theaterorkest van České Budějovice en in het kuurorkest van Mariënbad (Mariánské Lázně). In 1952 volgde hij zijn vader op als dirigent van de blaaskapel Veselka. In 1975 kreeg hij een ontvangst met de Blata-blaaskapel (Blaťácká dechovka) door de Oostenrijkse bondspresident Rudolf Kirchschläger. In 1981 werd zijn zoon Ladislav Kubeš jr. zijn opvolger als dirigent van de blaaskapel Veselka.
Hij was een erg productief componist en arrangeur. Rond 400 door hem gecomponeerde of gearrangeerde werken zijn gepubliceerd. De teksten voor vele werken werden door de zusters Skovajsovy geschreven. 
In de Zuidboheemse stad Soběslav wordt er een internationaal blaasmuziekfestival, Kubešova Soběslav - Festival dechových hudeb, gehouden. In 2013 was het de 19e editie.

## Composities

### Werken voor harmonieorkest of blaaskapel
- 1975 Ellwangen-Polka
- 1976 Pro moravanku, polka
- 1980 Léto léto
- 1980 Na javorině, polka
- 1980 Od Tábora až k nám
- 1982 Přerovanka, polka
- 1987 Zařehtej můj vraný koníčku, polka
- 1988 Padají hvězdy, wals
- 1989 Ludmilla-Polka
- 1989 Netolická polka
- 1992 Lučanka Polka
- Až se budem brát
- Borkovická polka[4]
- Bročanka polka
- Českým hájem
- Dobré přátelství, polka
- Dožínková polka
- Dražíčská polka
- Festivalova-Polka
- Fláma
- Helenčin, wals
- Hradišťanka, polka
- Já nevím, čím to je

- Jak je krásná
- Jako v pohádce, sousedská
- Jaký je to hezký
- Jásající trumpetisté
- Jistebnická polka
- Jihočeská polka (Zuidboheemse polka)[5]
- Jihočeské vesnice
- Když se pšenka zelenala
- Košilička bílá
- Kvítek jabloňový
- Lidečanka
- Moja vlasť
- Moje česká vlast, wals
- Na břehu Blanice, mars
- Na břehu jezera, wals
- Nad Lužnicí svítá
- Našim krajanům
- Píseň života
- Plzeňské náměstí
- Pojď se mnou Marjánko
- Polka domova

- Posvícenská polka
- Povětrné střevíčky
- Římovský můstek
- S plnou parou, galop
- Sen máje
- Sobůlecka Polka
- Spadl lístek z javora
- Švadlenky - polka
- Ta naše Lužnice, wals
- To byl ten krásný čas
- To je ta naše, sousedská
- Ty musíš má milá
- V naší zahradĕ, wals
- V pošumavském kraji, wals
- V tichém náječku, wals
- Včera jsem byl u muziky
- Včera z večera
- Víc už nic
- Vzpomínka
- Záleská sousedská
- Zpívejte si snámi

### Vocale muziek

#### Liederen
- Směs mlynářských pisni, voor zangstem en accordeon (of piano) - tekst: Bohumil Macák